# إعلان أصلي
الإعلان الأصلي هو أحد أنواع الإعلان المطابق لشكل المنبر الذي يظهر عليه ووظيفته. يعمل في العديد من الحالات كمقال إعلاني، ويأخذ شكل مقطع مصور، أو مقالة، أو افتتاحية. تشير كلمة «الأصلي» إلى التوافق بين المحتوى ووسائل الإعلام الأخرى التي تظهر على المنبر.
تقلل هذه الإعلانات من تعرف المستهلكين على الإعلانات عن طريق دمجها مع المحتوى الأصلي للمنبر، باستخدام لغة مبهمة إلى حد ما عن طريق استخدام عبارات مثل محتوى «دعائي» و«مميز بعلامة تجارية». قد يكون من الصعب تحديدها بشكل صحيح بسبب طبيعتها المبهمة.
يُعتبر تنسيب المنتَج (التسويق الضمني) مقدمة للإعلان الأصلي. يذكر الأسلوب السابق المنتج ضمن محتواه، بينما في التسويق الأصلي، الذي يُعد قانونيًا في الولايات المتحدة لدرجة وجود إشهار كافٍ فيه، يظهر كل من المنتج والمحتوى.

## الأنماط
على الرغم من عدم الوضوح المنوط بفكرة الإعلان الأصلي، يعتبر العديد من الخبراء برنامج هال مارك هال أوف فيم، وهو برنامج تلفزيوني عُرض على الهواء لأول مرة عام 1951 وما يزال يُعرض حتى يومنا هذا، أحد أقدم الأمثلة عن هذه التقنية. وفقًا للين غرينزينغ بوفال، «يمكن القول إن البرنامج الحائز على جوائز أحد أقدم الأمثلة عن الإعلان «الأصلي»؛ الإعلان الذي يُعتبر ثانويًا بالنسبة إلى الرسالة المُراد توصيلها، ولكنه فعال من خلال علاقته بالمحتوى القيّم».
تتضمن الأشكال المعاصرة للإعلان الأصلي المقاطع المصورة، والصور، والمقالات، والتعليقات، والموسيقى الترويجية، وأشكال أخرى متنوعة من وسائل الإعلام. حوّلت غالبية هذه الطرق المعنية بإيصال الاستراتيجية الأصلية لتصبح موجودة على شبكة الإنترنت، حيث تُستخدم عادًة على شكل محتوى للعلامة التجارية التي ينتجها الناشر، ويُعتبر ذلك المفهوم شبيهًا بالمفهوم التقليدي للإعلان. تتضمن بعض الأمثلة البديلة للتقنيات الحديثة إعلانات البحث التي تظهر فيها الإعلانات إلى جانب نتائج بحث تسمح بتجربة البحث مثل الإعلانات الأصلية. تتضمن بعض الأمثلة الشائعة التغريدات الترويجية على تويتر، والقصص الترويجية على فيسبوك، والمنشورات الترويجية على تمبلر. يُعتبر وضع المحتوى الذي يموله الراعي الرسمي إلى جانب المحتوى التحريري، أو عرض «محتوى آخر قد تكون مهتمًا به» يرعاه مسوق ما إلى جانب التوصيات التحريرية، أكثر الأشكال التسويقية للإعلان الأصلي تأثيرًا.
في الآونة الأخيرة، نشأ جدل حول ما إذا كان تسويق المحتوى يُعتبر أحد أشكال التسويق الأصلي، أم أنهما فكرتان وأسلوبان منفصلان بطبيعتهما، إذ يزعم استراتيجيو التسويق الأصلي استخدامهم تقنيات تسويق المحتوى، بينما يزعم استراتيجيو تسويق المحتوى أنه ليس شكلًا من أشكال التسويق الأصلي.

## المحتوى الدعائي (تسويق المحتوى)
في السنوات الأخيرة من الألفية، كان المحتوى الدعائي أبرز أشكال الإعلان الأصلي. يتضمن إنتاج المحتوى الدعائي (عادة ما يشار إليه بالاختصار «سبونكون») إقحام طرف ثالث بالإضافة إلى شركة إدارة، أو فريق العلاقات الشخصية والنشاطات الترويجية لشركة العلامة التجارية، للوصول إلى منتجي المحتوى للطرف الثالث المذكور آنفًا المشهورين على مواقع التواصل الاجتماعي، الذين يكونون مستقلين عادًة و«مؤثرين» في محاولة الترويج لمنتج ما.

### فئات المحتوى الدعائي

#### المقاطع المصورة الدعائية
تحتوي المقاطع المصورة الدعائية على منتج المحتوى/المؤثر الذي يقدم الخدمة/المنتج أو يذكره لمدة من الزمن في مقطعه المصور. يُعتبر هذا النوع من الدعاية واضحًا في جميع أصناف الإنتاج المتعلق بمحتوى المقاطع المصورة ومستوياته. هناك تاريخ غني بالمشاكل بين منتجي المحتوى وشفافيتهم المتعلقة بالرعاة في ما يتعلق بإرشادات الموافقة التي وضعتها هيئة التجارة الفيدرالية. تتضمن معظم المقاطع المصورة الدعائية توكيلًا أو عقدًا، وقد تتنوع من عميل إلى آخر وتؤثر على طبيعة الترويج للمنتج بالإضافة إلى متطلبات محددة مثل مدة الترويج. من بين الشركات البارزة التي تتبع هذا الأسلوب شركة أوديبل، وسكويرسبيس، وكرانشي رول، وفانيتي بلانيت.

#### المنشورات الدعائية على مواقع التواصل الاجتماعي
تتألف المنشورات الدعائية على مواقع التواصل الاجتماعي عادة من منتج المحتوى/المؤثر الذي يقدم الخدمة/المنتج أو يذكره لمدة من الزمن ضمن منشور أو مجموعة من المنشورات على مواقع التواصل الاجتماعي. تتضمن معظم المنشورات الدعائية توكيلًا أو عقدًا وقد أن تختلف من عميل إلى آخر. من بين الشركات البارزة التي تتبع هذا الأسلوب شركة فيت تي، وشوغار بير هير، وخدمات تخطيط لوجبات خاصة بالحميات الغذائية، وعلامات تجارية خاصة بالساعات.

#### المحتوى التعاوني
أصبح المحتوى التعاوني أكثر ظهورًا على منصات مقاطع الفيديو ومواقع التواصل الاجتماعي في السنوات الأخيرة. غالبًا ما تتواصل الشركات مع منتجي المحتوى/المؤثرين من أجل الحصول على إنتاجهم المبتكر وصوتهم في صناعة منتج ما أو تزويدهم برمز خصم يتيح لهم كسب نسبة مئوية من الأرباح بعد أن يدخله المستهلكون كجزء من عملية الشراء. قد يتضمن المحتوى التعاوني أيضًا توكيلًا أو عقدًا، وقد يختلف من عميل إلى آخر، وعلى أي حال، هناك درجة معينة من المرونة إذ يُفترض بالمنتج النهائي أن يعكس صورة منتِج المحتوى.

## منصات التواصل الاجتماعي التي تتضمن محتوى دعائيًا
من الممكن أن يوجد المحتوى الدعائي على منصات عديدة بمستويات مختلفة من قيمة إنتاج المنتَج النهائي.
- فيسبوك
- إنستغرام
- ريديت
- سناب شات
- تويتش
- تيك توك
- تويتر
- يوتيوب
- لينكد إن
- بنترست